# Vafsi
Vafsi är ett språk eller en dialekt inom den centraliranska språkgruppen som talas av vafsifolket i några byar i centrala Iran. Enligt Joshua project har språket 24 000 talare.